# خورخي شواقير
خورخي شواقير (بالإسبانية: Jorge Schwager)‏ (4 يوليو 1983 في تشيلي - ) هو مدرب كرة قدم ولاعب كرة قدم تشيلي في مركز الوسط. لعب مع نادي بالستينو وProvincial Osorno ‏ وبويرتو مونت ‏ ولاسيرينا ويونيون لا كاليرا وأونيفرسيداد دي كونسيبسيون ‏.

## وصلات خارجية
- خورخي شواقير على موقع قاعدة بيانات كرة القدم.إي يو (الإنجليزية)
- خورخي شواقير على موقع AS.com (الإسبانية)